# تشارلز أ. جبريل
تشارلز أ. جبريل (بالإنجليزية: Charles A. Gabriel)‏ هو ضابط أمريكي، ولد في 21 يناير 1928 في كارولاينا الشمالية في الولايات المتحدة، وتوفي في 4 سبتمبر 2003 في مقاطعة أرلنغتون في الولايات المتحدة.

## وصلات خارجية
- تشارلز أ. جبريل على موقع إن إن دي بي (الإنجليزية)